# Юбрей
Юбре́й (фр. Ubraye, окс. Ubraia) — коммуна во Франции, находится в регионе Прованс — Альпы — Лазурный Берег. Департамент коммуны — Альпы Верхнего Прованса. Входит в состав кантона Анно. Округ коммуны — Кастелан.
Код INSEE коммуны — 04224.

## Население
Население коммуны на 2008 год составляло 105 человек.
| 1962 | 1968 | 1975 | 1982 | 1990 | 1999 | 2008 |
| ---- | ---- | ---- | ---- | ---- | ---- | ---- |
| 89   | 77   | 59   | 43   | 104  | 85   | 105  |

## Экономика
В 2007 году среди 69 человек в трудоспособном возрасте (15—64 лет) 43 были экономически активными, 26 — неактивными (показатель активности — 62,3 %, в 1999 году было 66,7 %). Из 43 активных работали 38 человек (21 мужчина и 17 женщин), безработных было 5 (4 мужчин и 1 женщина). Среди 26 неактивных 4 человека были учениками или студентами, 12 — пенсионерами, 10 были неактивными по другим причинам.

## Достопримечательности
- Приходская церковь Сен-Жюльен в романском стиле (XIII век)
- Романская часовня Юбрей
- Церковь Сен-Пон
- Церковь Руэннет
- Ораторий